# Weinzierl bei Atzenbrugg
Weinzierl bei Atzenbrugg ist eine Ortschaft und eine Katastralgemeinde der Marktgemeinde Atzenbrugg in Niederösterreich.

## Geografie
Das Straßendorf Weinzierl rund 2 Kilometer westlich von Atzenbrugg besteht aus mehreren landwirtschaftlichen Anwesen. Durch den Ort führt die Landesstraße L2016. Südlich des Ortes an der Perschling befindet sich die Schindelmühle.

## Geschichte
Laut Adressbuch von Österreich waren im Jahr 1938 in Weinzierl ein Baustoffhändler, ein Binder, ein Dachdecker, ein Fuhrwerker, ein Gastwirt mit Gemischtwarenhandlung, ein Holzhändler, ein Sattler und mehrere Landwirte ansässig.